# Guido Della Rovere
Guido Della Rovere (* 4. Juni 2007) ist ein italienischer Fußballspieler, der beim FC Bayern München II unter Vertrag steht. 

## Karriere

### Vereine
Für die US Cremonese kam das Jugendtalent am 6. Mai 2023 erstmals in der zweithöchsten Spielklasse der A-Jugend, der Primavera 2, bei einem Spiel gegen Feralpisalò zum Einsatz. Nach guten Leistungen in der Jugendmannschaft gab Della Rovere sein Debüt im Profifußball am 10. Mai 2024 in der Serie B unter Trainer Giovanni Stroppa beim 3:0-Heimspielsieg der US Cremonese gegen die AS Cittadella am 38. Spieltag der Saison 2023/24. Er wurde in der 64. Spielminute eingewechselt.
Im Juli 2024 wechselte Della Rovere zur zweiten Mannschaft des FC Bayern München.

### Nationalmannschaft
Della Rovere absolvierte als Jugendnationalspieler bisher Spiele in verschiedenen Altersklassen (U-15 und U-16). 

## Erfolge
US Cremonese
- Aufstieg in die Serie A: 2023/24